# Jonathan Barré
Pour les articles homonymes, voir Barré.
 (septembre 2021).
Si vous disposez d'ouvrages ou d'articles de référence ou si vous connaissez des sites web de qualité traitant du thème abordé ici, merci de compléter l'article en donnant les références utiles à sa vérifiabilité et en les liant à la section « Notes et références ».
Jonathan Barré, né en 1983 à Quimper, est un réalisateur, scénariste, producteur de cinéma et acteur français.

## Biographie
Jonathan Barré est né à Quimper et fait ses débuts en réalisant une émission à sketches Very Bad Blagues, du duo comique Palmashow, avec Grégoire Ludig et David Marsais. Il réalise son premier film au cinéma La Folle Histoire de Max et Léon avec le duo comique Palmashow. Il obtient pour ce film le Trophée de la première œuvre du Film français.[réf. souhaitée]

## Filmographie

### Réalisateur

#### Cinéma
- 2016 : La Folle Histoire de Max et Léon
- 2022 : Les Vedettes
- 2023 : Bonne Conduite

#### Télévision
- 2011 : La Folle Histoire du Palmashow
- 2011 : Very Bad Blagues
- 2012 : Palmashow l'émission
- 2012 : En famille
- 2013 : Le Dezaping
- 2013 : Pendant ce temps
- 2013 : Nos chers voisins
- 2014 : Pep's
- 2014 : La Folle Soirée du Palmashow
- 2015 : La Petite Histoire de France
- 2015 : La Folle Soirée du Palmashow 2
- 2016 : La Folle Soirée du Palmashow 3
- 2016 : La Petite Histoire de France
- 2017 : Cannes Off
- 2018 : La Petite Histoire de France
- 2019 : Ce soir, c'est Palmashow
- 2023 : Ce soir, c'est Palmashow

#### Court métrage
- 2009 : Julius
- 2011 : Lost in Montreux

#### Web séries
- 2007 : Remakers
- 2008 : Remakers, saison 2
- 2013 : Le Golden Show

### Scénariste
- 2009 : Julius
- 2011 : Lost in Montreux
- 2016 : La Folle Histoire de Max et Léon
- 2023 : Bonne Conduite

### Acteur
- 2011-2012 : Very Bad Blagues
- 2022 : Les Vedettes de lui-même : technicien studio[2]
- 2023 : Bonne Conduite de lui-même : ouvrier pécheur

### Producteur
2011- : Very Bad Blagues

## Musique
2023 : L'autoroute de l'amour de lui-même et Charles Ludig 